# Концерт для фортепиано с оркестром № 4 (Прокофьев)
Концерт № 4 для фортепиано с оркестром  для левой руки си-бемоль мажор op. 53 — произведение С. С.  Прокофьева. Продолжительность звучания — около 25 минут.

## История создания
Концерт создавался для однорукого пианиста Пауля Витгенштейна и был завершен в 1931 году. Витгенштейну эта музыка показалась непонятной, и он не стал её исполнять. Поэтому Четвёртый концерт остался единственным завершенным фортепианным концертом Прокофьева, не исполнявшимся при жизни автора. 
Впервые концерт был исполнен в Берлине 5 сентября 1956 года другим одноруким пианистом — Зигфридом Раппом. В США концерт был впервые исполнен в 1958 году Рудольфом Серкиным с Филадельфийским оркестром под управлением Юджина Орманди. В России первым исполнителем концерта стал Анатолий Ведерников.
По утверждению Блэйка Хоува Прокофьев намеревался переложить концерт для двуручного сольного исполнения, однако это намерение не было реализовано.

## Строение
1. Vivace (4-5 мин.)
2. Andante (9-13 мин.)
3. Moderato (8-9 мин.)
4. Vivace (1-2 мин.)

В «Автобиографии» Прокофьев приводит общий план четырёх частей произведения: «1-я — быстро бегущая, построенная главным образом на пальцевой технике; 2-я — Andante, развивающееся не без некоей спокойной важности; 3-я — играющая роль сонатного аллегро (хотя и отклоняющаяся от этой формы) и 4-я — реминисценция бегущей 1-й, но в сокращённом виде и вся изложенная piano».

## Инструментовка
Концерт написан для: фортепиано (для левой руки), 2 флейт, 2 гобоев, 2 кларнетов, 2 фаготов, 2 валторн, 1 трубы, 1 тромбона, большого барабана и струнных.

## Избранные аудиозаписи
| Солист              | Оркестр                                          | Дирижёр                 | Лейбл              | Год записи | Формат       |
| ------------------- | ------------------------------------------------ | ----------------------- | ------------------ | ---------- | ------------ |
| Рудольф Серкин      | Филадельфийский оркестр                          | Юджин Орманди           | Columbia           | 1958       | LP           |
| Зигфрид Рапп        | Оркестр Зондерсхаузена                           | Герхарт Визенхюттер     | Eterna             | 1962       | LP           |
| Анатолий Ведерников | БСО ВР                                           | Лео Гинзбург            | архивная запись ВР | 1963       |              |
| Джон Браунинг       | Бостонский симфонический оркестр                 | Эрих Лайнсдорф          | Sony Classical     | 1967       | CD (репринт) |
| Мишель Бероф        | Гевандхауз                                       | Курт Мазур              | EMI                | 1974       | LP           |
| Владимир Ашкенази   | Лондонский симфонический оркестр                 | Андре Превен            | Decca              | 1975       | LP           |
| Габриель Таккино    | Оркестр радио Люксембурга                        | Луи де Фроман           | Vox Records        | 1977       | LP           |
| Владимир Крайнев    | Оркестр Московской филармонии                    | Дмитрий Китаенко        | Мелодия            | 1983       | LP           |
| Виктория Постникова | Симфонический оркестр Министерства культуры СССР | Геннадий Рождественский | Мелодия            | 1987       | CD           |
| Борис Берман        | Консертгебау                                     | Неэме Ярви              | Chandos            | 1989       | CD           |
| Леон Флейшер        | Бостонский симфонический оркестр                 | Сейджи Озава            | Sony Classical     | 1991       | CD           |
| Владимир Крайнев    | Симфонический оркестр Франкфуртского радио       | Дмитрий Китаенко        | Atlantic/Teldec    | 1991-1992  | CD           |
| Ефим Бронфман       | Израильский филармонический оркестр              | Зубин Мета              | Sony Classical     | 1993       | CD           |
| Александр Торадзе   | Симфонический оркестр Мариинского театра         | Валерий Гергиев         | Philips            | 1996       | CD           |
| Николай Демиденко   | Лондонский филармонический оркестр               | Александр Лазарев       | Hyperion           | 1998       | CD           |
| Алексей Володин     | Симфонический оркестр Мариинского театра         | Валерий Гергиев         | Mariinsky          | 2015       | CD           |